# 塞萨尔·蒙特斯
塞萨尔·蒙特斯（西班牙語：César Montes，1997年2月24日—），墨西哥男子足球运动员，司职后卫。他曾代表墨西哥参加2016年和2020年夏季奥林匹克运动会足球比赛，其中2020年奥运会获得一枚铜牌。

## 荣誉

### 俱乐部
蒙特雷
- 墨西哥足球超級聯賽冠军 : 2019春季
- 墨西哥盃冠军：2017春季、2019–20赛季
- 中北美洲及加勒比海足球冠军联赛冠军：2019、2021

### 国家队
墨西哥U23
- 2020年夏季奧林匹克運動會足球比賽铜牌

墨西哥
- 美洲金盃冠军：2019